# Pennyweight
La unidad obsoleta pennyweight era una unidad de masa utilizada en el Reino Unido antes de 1971. Se consideraba equivalente a la masa de un penique, y equivale a la 1/240 parte de una libra troy. Se abrevia pwt.
Esta unidad es igual a:
- 24 granos
- 1,55517384 gramos

- Datos: Q1361854